# Weiße Frau am Kongo
Weiße Frau am Kongo ist ein US-amerikanischer Abenteuerfilm aus dem Jahr 1953 von Henry Hathaway. Die Hauptrollen spielten Susan Hayward und Robert Mitchum. Der Film wurde von 20th Century Fox produziert und basiert auf dem 1950 erschienenen Roman White Witch Dictor von Louise A. Stinetorf.

## Handlung
Der Jäger John Douglas versucht sein Glück 1907 im Belgisch-Kongo. Erstaunt nimmt er die Ankunft der attraktiven Krankenschwester Ellen Burton zur Kenntnis, die die Missionsärztin Mary unterstützen soll. Während der zynische John Vorbehalte gegenüber Ellens Anwesenheit hat, kann diese Johns Chauvinismus nur schwer ertragen. John informiert sie, dass Mary stromaufwärts gereist ist, um den Opfern einer Fieber-Epidemie zu helfen. Ellen will ihr nachreisen.
John hat genug vom Einfangen wilder Tiere für Zoos auf der ganzen Welt und erklärt seinem niederländischen Geschäftspartner Huysman, dass er aufhören will. Huysman, der seinerseits nach Gold sucht, kann John von seiner Abreise abbringen, indem er ihm eine Kette aus Goldnuggets zeigt. Das Gold stammt angeblich aus der Gegend, in der Mary gerade tätig ist. Als Führer für Ellen braucht John keine spezielle Erlaubnis. Allerdings macht sich John Sorgen wegen des berüchtigten Bakuba-Stammes, der dort seine Heimat hat. John entschließt sich, mit seinem Helfer Jacques Ellen zu begleiten.
Die Reise auf dem Fluss endet an Stromschnellen. Nun muss die Gruppe über Land weiterreisen. In einem Dorf soll die Ehefrau des Häuptlings vom Schamanen behandelt werden. Der will die Frau töten, weil er glaubt, sie sei von Geistern besessen. Ellen besteht darauf, die Frau zu untersuchen, was der Häuptling zulässt. Die Frau leidet an einem entzündeten Zahn, der ihre Lymphknoten infiziert. Ellen zieht den Zahn und rettet somit die Frau. Ein Freudenfest wird ausgerichtet, bei dem Ellen spürt, dass der Schamane sie hasst. Abends findet sie in ihrem Zelt eine Tarantel vor, die der Schamane heimlich dort freigelassen hat. Auf ihren Schrei hin erscheint John und rettet sie. John versucht, sie zur Rückkehr zu überreden, doch Ellen will weiter.
Bald darauf erreicht die Gruppe das vom Fieber heimgesuchte Dorf. Auch Mary ist dem Fieber zum Opfer gefallen. Nachdem Ellen geholfen hat, ein Baby zur Welt zu bringen, entschließt sie sich, im Dorf zu bleiben und in Marys Notlazarett weiter zu arbeiten. Widerwillig zeigt John ihr, wie man jagt. Dabei begegnen sie den jungen Bakuba Mekope, der einen Löwen erlegen will, um zum Stammeskrieger zu werden. Mekope wird jedoch von dem Löwen schwer verletzt. John erschießt die Raubkatze, Ellen versorgt den Jungen. Sie versichert John, dass der Junge durchkommen werde, solange sich die Wunden nicht infizieren. John hat bei der Rettung Mekopes eine weitere Goldkette gefunden und will den Jungen in sein Dorf zurückbringen. Seine wahren Absichten hält er vor Ellen geheim.
Am Abend erzählt John Ellen von der Leere in seiner Welt. Ellen ihrerseits ist die Witwe eines Arztes, der nach Afrika wollte, weil er dort am dringendsten gebraucht werde. John fühlt sich immer mehr zu Ellen hingezogen und küsst sie. Ellen ist nicht in der Lage, seine Gefühle zu erwidern, woraufhin er ihr vorwirft, sie wolle ihre Welt mit einem toten Mann teilen. Ellen sucht Mekope auf und erkennt, dass der Junge einen Fieberanfall erleidet. Ihre Untersuchung wird von einigen Bakuba-Kriegern unterbrochen, die Mekope ergreifen und mit sich nehmen. Am nächsten Morgen erscheint Huysman, der erfreut ist, dass John ins Bakuba-Territorium gehen kann, wenn er den Jungen zurückbringt. Als John ihm erklärt, dass Mekope weg ist, zeigt ihm Huysman ein Arsenal an Waffen und Dynamit, mit der er die Krieger bekämpfen will. In diesem Moment ertönen Bakuba-Trommeln. John erkennt eine Nachricht, nach der Ellen in das Bakuba-Dorf kommen soll. John kann Huysman dazu bringen, seine Rückkehr abzuwarten.
Ellen ist erfreut über Johns Bereitschaft, sie ins Bakuba-Dorf zu bringen. Als sie das Dorf erreichen, schlägt John Misstrauen entgegen. Die Krieger akzeptieren jedoch seine Erklärung, dass die weiße Medizinfrau eine Begleitung brauche. Ellen erkennt, dass sich Mekopes Wunden mit Wundbrand entzündet haben. Mit Johns Hilfe fertigt sie einen Tropf an, der die Wunden stetig mit Novocain beträufelt. Der König der Bakubas, Mekopes Vater, ist von Ellen beeindruckt. Für ihn ist sie die erste weiße Person, die gekommen ist um zu helfen, und nicht um zu stehlen. Als der König gegangen ist, bricht Ellen in Tränen aus. Sie gesteht John, dass sie Angst hatte, ihr komfortables Leben aufgeben zu müssen, als ihr Mann ihr von seinem Afrika-Traum erzählte. Als er starb, wurde ihr klar, dass sie ihm die Erfüllung seines Wunsches vorenthalten hat. Sie sei nicht nur zur Wiedergutmachung nun im Kongo, sondern auch, um anderen zu helfen.
Ein erschossener Bakuba-Krieger wird ins Dorf getragen. John wird klar, dass Huysman ungeduldig geworden und mit seinen Handlangern ins Territorium eingedrungen ist. Er gesteht nun Ellen ein, sie benutzt zu haben, um ungehindert in das Bakuba-Land zu gelangen. Er tritt an den König heran und erklärt sich bereit, Huysman von seinem Angriff abzubringen. Der König behält Ellen als Geisel. Nach einem Abschiedskuss macht sich John auf den Weg zu Huysmans Lager. John erklärt seinem Partner, dass es hier kein Gold gibt. Einer von Huysmans Männern schlägt ihn nieder und fesselt ihn. Huysman droht ihn zu erschießen, wenn er nicht verrät, wo das Gold ist. Unbemerkt hat sich Jacques ins Lager geschlichen und bringt das Dynamit zur Explosion. Er befreit John, kommt jedoch bei dem folgenden Kampf ums Leben. John kann seine Gegner besiegen und ins Dorf der Bakuba zurückkehren. Dort hat Ellen in ihrer Erschöpfung den Tropf beschädigt. Glücklicherweise schlägt die bisherige Behandlung an und Mekope erwacht aus seiner Bewusstlosigkeit. Die Bakuba richten ein Freudenfest aus. Ellen erhält vom König den Ehrennamen Big Mama, den auch Mary schon trug. Glücklich umarmt sie John.

## Hintergrund

### Produktion
Gedreht wurde vom 1. Dezember 1952 bis Mitte Januar 1953 in den Fox-Studios in Century City und auf der studioeigenen Movie Ranch in Calabasas. Die Second Unit nahm Hintergrundaufnahmen im damaligen Belgisch-Kongo, der heutigen Demokratischen Republik Kongo, auf.
1951 begann Michael Wilson ein Drehbuch nach Stineforts Roman zu schreiben. Die Vorladung vor das Komitee für unamerikanische Umtriebe brachte das Produktionsstudio dazu, Wilson von dem Drehbuch abzuziehen. Als ursprünglicher Regisseur war der Leiter der Second Unit, Roy Baker, vorgesehen. Baker infizierte sich in Afrika mit einem Darmvirus und wurde durch Henry Hathaway ersetzt.

### Stab
Lyle R. Wheeler und Mark-Lee Kirk waren die Art Directors, Stuart A. Reiss der Szenenbildner. Harry M. Leonard und Eugene Grossman waren für den Ton verantwortlich.

### Besetzung
In kleinen nicht im Abspann erwähnten Nebenrollen traten Michael Ansara und Everett Brown als König der Bakubas auf. Ebenfalls unerwähnt blieben Naaman Brown als Dorf-Schamane, Dorothy Harris als Frau des Häuptlings und Lillian West als Missionsärztin Mary.

## Synchronisation
| Rolle        | Schauspieler       | Deutscher Synchronsprecher |
| ------------ | ------------------ | -------------------------- |
| Elken Burton | Susan Hayward      | Eleonore Noelle            |
| John Douglas | Robert Mitchum     | Heinz Engelmann            |
| Huysman      | Walter Slezak      | Bruno Fritz                |
| Jacques      | Mashood Ajala      | Herbert Stass              |
| Utembo       | Joseph C. Narcisse | Alfred Balthoff            |

## Veröffentlichung
Die Premiere des Films fand am 1. Juli 1953 in Los Angeles und New York statt. In der Bundesrepublik Deutschland kam er am 25. Dezember 1953 in die Kinos, in Österreich schon im März 1954.

## Kritiken
Der Filmkritiken-Aggregator Rotten Tomatoes hat in einer Auswertung ein Publikumsergebnis von 12 Prozent positiver Bewertungen ermittelt.
Das Lexikon des internationalen Films schrieb: „Urwaldromantik ohne besondere Ansprüche mit ausgezeichneten Landschaftsaufnahmen und einigen recht exotisch aufbereiteten Informationen über afrikanische Riten.“
Der Kritiker der The New York Times bezeichnete den Film als erstaunlicherweise wenig überraschendes romantisches Abenteuer, das sich auf ausgetretenen Filmpfaden bewegt.